# محمد كمال (محقق وأديب سوري)
محمد كمال (ولد 1357هـ/ 1938 م) عالم لغوي، ومُحقِّق سوري، وباحث ناقد، وأديب شاعر. اشتَهَر بتحقيقه (إعلام النبلاء بتاريخ حلب الشهباء) و(موسوعة حلب المقارنة)، وبقصيدته (الشهباء الفاتنة) التي غنَّاها الفنان غابريال عبد النور.

## ولادته ونشأته
وُلد محمد بن إسماعيل بن محمد آل كمال، في حيِّ الجَلُّوم بحلب عام 1357هـ/ 1938م، ونشأ في كنف والده التاجر في سوق العطَّارين إسماعيل كمال الذي كان من المواظبين على الحضور في الزاوية الهلالية، لأرباب الطريقة القادرية الصوفية، وكان يصحب معه ولده محمدًا وهو طفل.
وترك شيخُ الزاوية عبد القادر الهلالي أثرًا في نفسه، واكتسب من أجواء الذِّكر والإنشاد نظرةً عميقة ونفسًا رقيقة.

## دراسته وتحصيله

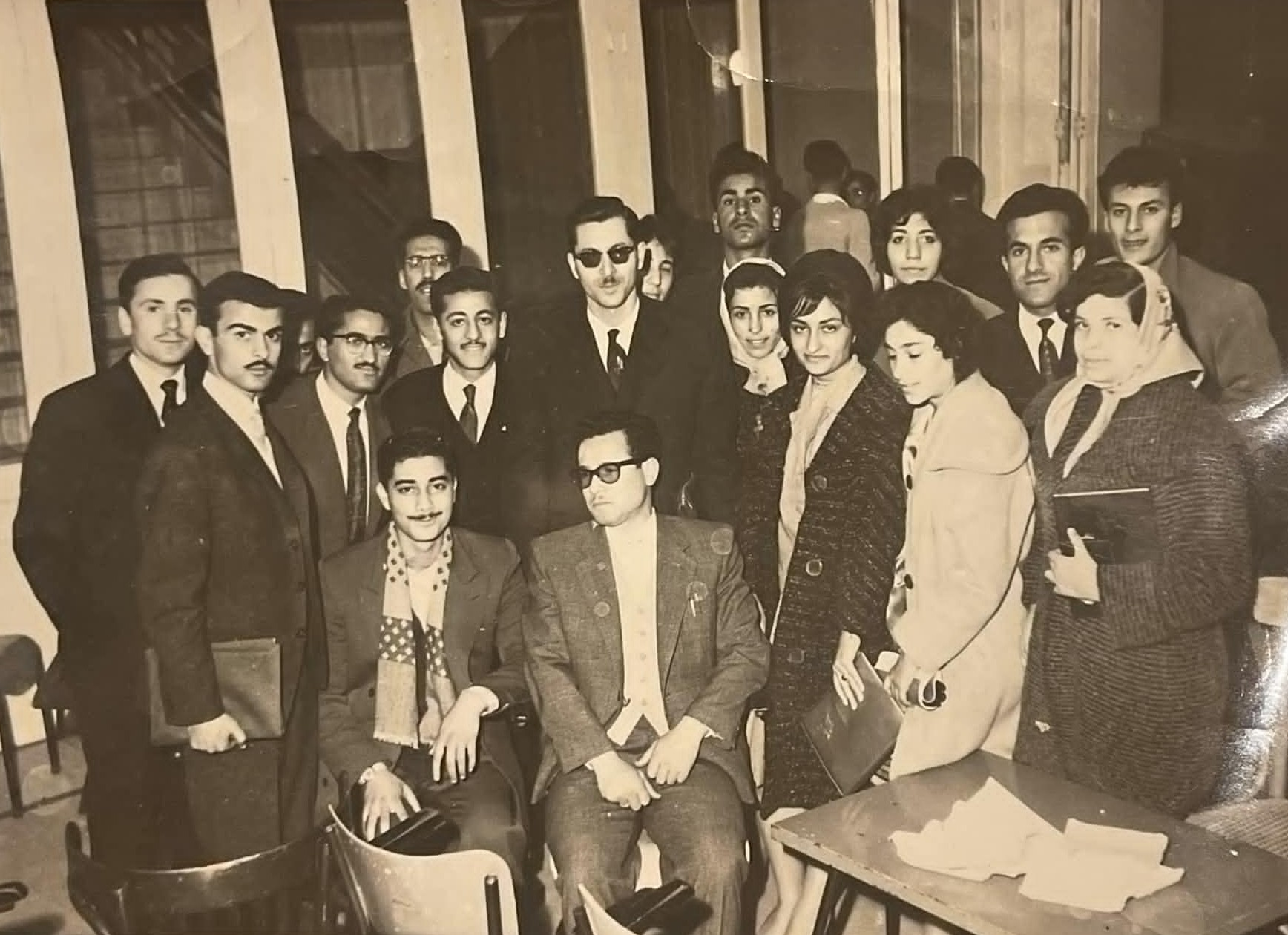
الدكتور مازن المبارك واقفًا في الوسط بين لفيف من طلابه وطالباته في كلِّية الآداب بجامعة دمشق عام 1961، وفي أقصى اليسار الأستاذ محمد كمال، وأمامه المذيع ماجد الشبل أحد روَّاد الإعلام السوري ثم السعودي

درسَ المرحلة الابتدائية في مدرسة العرفان، وكان لأستاذه عبد الجليل قَباوة أثرٌ عميق في تنمية مداركه وحبِّه للعربية. وتابع المرحلة الإعدادية والثانوية في مدرسة إبراهيم هنانو، ومن أساتذته الذين انتفع بهم جدًّا في هذه المرحلة عبد الوهَّاب الصابوني مدرِّس اللغة العربية، وعبد الفتاح أبو غُدَّة مدرِّس التربية الإسلامية. وفي المرحلة الإعدادية حضر دروس الشيخ جميل العقَّاد الملقَّب بالداعية الجوَّال، في جامع حلب الكبير (الجامع الأموي بحلب)، في علم الحديث.
وتفتَّقَت موهبته الأدبية في وقت مبكِّر فنشر أولى مقالاته عن شاعر الهند طاغور عام 1957م، وهو في التاسعة عشرة من عمره.
انتقل إلى دمشق وانتسب إلى كلية الآداب بجامعة دمشق عام 1960، وحصل منها على الإجازة (بكالوريوس) باللغة العربية وآدابها عام 1964م، ثم حصل في العام التالي 1965 على شهادة الدبلوم التربوي من كلية التربية. ومن أهمِّ أساتذته في كلية الآداب: سعيد الأفغاني، وشكري فيصل، وصبحي الصالح. وقُرِّر عليهم دراسةُ باب الخوارج من كتاب (الكامل) للمبرِّد، فاقتنى الكتاب وقرأه كاملًا، وقرأ في أيام دراسته الجامعية كتاب (الأغاني) لأبي الفرج الأصفهاني كاملًا. ومن زملاء دفعته في الدراسة الجامعية: محيي الدين رمضان، وكمال أبو ديب، وبسام الساعي، ومحمد قجَّة، ومحمد المصري، وياسين السوَّاس، وماجد الشبل، والأخير من أقرب أصدقائه إليه، وكان كثيرًا ما يسهر معه في مقهى البرازيل بحضور صديقهم هشام باكير، وأحيانًا حكمت الصبَّان المخرج، وعادل خيَّاطة المذيع. ومن زملاء الدفعة السابقة لدفعتهم محمد الحسناوي ومحمد مُنلا غُزَيِّل، وكانا يتنافسان على كرسيِّ الشعر في جامعة دمشق.
ولازم الشيخَ صبحي الصالح خارج الجامعة، وكان من خواصِّه، وقرأ عليه نصف صحيح البخاري، في عام 1962م وأجازه به إجازة خطِّية. وفي أثناء دراسته بدمشق كان يتردَّد إلى مجالس العلم في المسجد الأموي، ويحرِص على حضور خُطَب الجمعة في مسجد جامعة دمشق، الذي يخطُب فيه كبار خطباء الشام؛ مصطفى السباعي، وعلي الطنطاوي، وعصام العطَّار، ومحمد أديب صالح. وتولَّى رفعَ الأذان في المسجد.

## أساتذته وأشياخه
- سعيد الأفغاني، درَّسهم النحو وأصول النحو.
- صبحي الصالح، درَّسهم مادَّة علوم القرآن وعلوم الحديث.
- شكري فيصل، درَّسهم الأدب.
- صالح الأشتر.
- محمد المبارك، درَّسهم علوم القرآن في غياب الشيخ صبحي الصالح.
- مازن المبارك، درَّسهم النحو.
- عبد الكريم الأشتر.
- ربحي كمال، درَّسهم اللغة العبرية.
- حسام الخطيب، درَّسهم اللغة الإنكليزية.
- عمر الحَكيم، درَّسهم مادة الجغرافيا.
- عبد الفتاح أبو غدَّة، درس عليه في حلب، وحضر خُطَبه.
- عبد الوهَّاب الصابوني، درس عليه في حلب.

## عمله ووظائفه
بدأ عمله عام 1965م معلِّمًا في مدارس مدينتي الحسكة والقامشلي، قضى فيهما 3 سنوات. ثم انتقل إلى مدينته حلب مدرِّسًا في ثانوياتها، ولا سيَّما مدرسة التجهيز الأولى (ثانوية المأمون)، وثانوية المتنبي، ومن زملاء التدريس معه الأستاذ الأديب عبد الله الطنطاوي.
ثم انتُدِبَ في عام 1979م إلى جامعة حلب؛ ليعمل في معهد التراث العلمي العربي باحثًا ومحقِّقًا ومدقِّقًا، ممَّا أعانه على التفرُّغ للعلم والمشاركة في النشاط الأدبي والثقافي. وفي العام الجامعي 1981م صدر قرارٌ بإلزام الأساتذة الجامعيين إلغاء الكُرَّاسات (النوطات) وطبع كتب مقرَّرة على الطلَّاب، وأصدر رئيسُ الجامعة قرارًا بنقله إلى مديرية الكتب والمطبوعات الجامعية، لمراجعة الكتب الجديدة وتصحيحها والتدقيق فيها. ثم في عام 1983م انتقل إلى وِزارة التعليم العالي فعمل محاضرًا جامعيًّا في كليتي الآداب والتربية في جامعة حلب مدَّة 15 عامًا؛ فدرَّس مادَّة طرائق تدريس اللغة العربية لطلاب دبلوم التأهيل التربوي، ومادَّة اللغة العربية لطلاب قسم اللغة الإنكليزية وطلاب قسم اللغة الفرنسية، إلى أن تقاعد عام 1998م عند بلوغه الستين. وكان مكتبه في الجامعة بجوار مكتب الدكتور نور الدين عتر، وربطت بينهما صداقة وثيقة.
وأسهم في تحرير جريدة (اللواء) لصاحبها الأستاذ سعيد العبَّار، وكان يساعد في ذلك زميله عدنان زرزور الذي يكبره سنًّا، ونشر فيها قصائد ومقالات. وتعاون أيضًا مع الشيخ محمد أديب صالح في التصحيح اللغوي لمجلة (حضارة الإسلام).
وكان له إسهام كبير في التخطيط والإعداد لتأسيس فرع اتحاد الكتَّاب العرب في حلب، وحين تمَّ الأمر وأُسِّس الفرع عزفَ عن التقدُّم بطلب انتساب إليه! وشارك في كثير من المؤتمرات والندَوات العلمية والأدبية والثقافية، في سورية والسودان (ملتقى النيلين للشعر العربي 2010م) وأذربيجان وتركيا والسعودية. وألقى الكثير من المحاضرات.
وللأستاذ محمد كمال اهتمام كبير بالمسرح؛ قراءة وتتبُّعًا ونقدًا، وشارك في أواخر الخمسينيات في تمثيل بعض المسرحيات، ثم عُيِّن في مطالع السبعينيات رئيسًا لنادي المسرح العربي في حلب.

## أعماله وآثاره

### في التحقيق:
1. (موسوعة حلب المقارنة) للعلَّامة خير الدين الأسدي (ت 1971م)، في 7 أجزاء، معهد التراث العلمي العربي، 1988م. وقد استغرق عمله فيها 8 سنين.
2. (إعلام النبلاء بتاريخ حلب الشهباء) للعلَّامة الشيخ محمد راغب الطبَّاخ (ت 1951م)، في 7 أجزاء، دار القلم العربي بحلب، 1988م.
3. (اليواقيت والضَّرَب في تاريخ حلب) المنسوب إلى صاحب حماة أبي الفداء[ب] (ت 732هـ)، بالاشتراك مع فالح البكور، دار القلم العربي بحلب، 1989م.
4. (الدَّراري في ذِكر الذَّراري) لابن العَديم (ت 660هـ)، دار الأنصاري بحلب، 1996م.
5. (إرشاد القاصِد إلى أسنى المقاصِد) لابن الأكفاني (ت 749هـ)، بالاشتراك مع محمود فاخوري وحسين الصِّدِّيق، دار مكتبة لبنان، 1998م.
6. (المَيسِر والقِداح) لابن قتيبة الدِّينَوَري (ت 276هـ)، نسخه وصحَّحه وعلَّق عليه محب الدين الخطيب، اعتنى به وزاد في حواشيه محمد كمال، دار القلم العربي بحلب، 2005م.
7. (سانحة أدب من ساحة حلب) لمحمد خورشيد الكُردي (من رجال أواخر القرن التاسع عشر)، حقَّقه عن نسخة فريدة، دار فُصِّلت بحلب، 2006م.
8. (عيون الأخبار وفنون الآثار) للداعي عماد الدين إدريس (ت 872هـ)، السُّبُع السادس،[ج] بالاشتراك مع محمود فاخوري، المعهد الفرنسي للشرق الأدنى بدمشق، 2007م.
9. (دراسة نقائش العهد العثماني في محافظة حلب) في 3 أجزاء، صادر عن برنامج التعاون الإقليمي السوري التركي، 2010م.[4]

### في التأليف:
1. (فهرس المخطوطات المودَعة في معهد التراث العلمي العربي) جامعة حلب، 1980م.
2. (الدر النضيد من العِقْد الفريد) دار طلاس بدمشق، 1995م.
3. (حريق الفصول) ديوان شعري، اتحاد الكتَّاب العرب بدمشق، 1999م.
4. (جذور الكلام العامِّي) دار المقتبَس ببيروت، ط1/ 2015م، ط2/ 2021م.[5]
5. (علماء العرب) سلسلة قصصية للأطفال.

### بحوث ومقالات:
1. (شاعر الهند طاغور)، نشرها وهو في التاسعة عشرة عام 1957م.
2. (المُنحَني والمُنكسِر في أدب الكاتبة السورية ضياء قصَبجي) دراسة ألقاها عام 1990م.
3. (الشاعر الصوفي عماد الدين النسيمي) دراسة شارك فيها عام 2009م في مدينة باكو.
4. ونشر في (مجلة التراث العربي) التي تصدر عن اتحاد الكتَّاب العرب بدمشق عددًا من البحوث والدراسات منها: (وحشيات أبي تمَّام)، (وَقفة مع الشيخ ابن عربي ومؤلَّفاته)، (المتنبِّي والموقف الصعب)، (علوة الحلبية وظاهرة الطَّيف عند البُحتُري)، (نظرات في شعر كمال الدين بن العَديم)، (تعليقات على كتاب بهجة النفوس)، (النزعة التطهيرية في شعر بدوي الجبل)، (الأزمنة الحديثة في قصصٍ سوريَّة).
5. جدل التراث بين العامية والفصحى، المجلة العربية، يناير 2024م/ جُمادى الآخرة 1445هـ.[6][7]

### مشاريع شارك فيها:
1. (موسوعة الحديث الشريف) بإشراف نديم مرعشلي، صدر الجزء الأول منها في 900 صفحة، عن دار طلاس بدمشق، ويشتمل على حرف الألف، ثم توقفت لأسباب مالية، وقد تولَّى الأستاذ محمد كمال تصحيحها والإشراف على شروح أحاديثها.
2. (الموسوعة الإسلامية الميسَّرة) بإشراف محمود عكَّام، صدرت عن دار صحارى بحلب، في عشرة أجزاء، تولَّى فيها الأستاذ محمد كمال التحقيق والتدقيق مع كتابة عدد من الأبحاث.
3. (الموسوعة العربية) الصادرة عن هيئة الموسوعة العربية.
4. سلاسل ومجموعات من كتب الأطفال، شارك فيها تأليفًا ومراجعةً وإشرافًا.

### برامج إذاعية:
1. كتب لإذاعة دمشق حلَقات برنامج بعنوان (نافذة على الصباح) قدَّمه زميله في الدراسة الإعلامي ماجد الشبل، والإعلامية هيفاء عربي كاتبي، في أوائل الستينيَّات.
2. كتب لإذاعة حلب أكثر من 70 حَلْقةً في مجالات الأدب والتاريخ والثقافة، وقدَّمها بصوته، في الثمانينيَّات.
3. كتب لإذاعة حلب برنامجًا بعنوان (تمثيل الأمثال) في 30 حَلْقةً حوارية، تضمَّنت قصص الأمثال في حبكة درامية، مع المحافظة على أصل المثل.

## صفاته وشمائله
- وصفته الأديبة القاصة ابنةُ حيِّه ضياء قصَبجي بقولها: «حين تراه تحسَبُه فيلسوفًا أو ناسكًا، أو عاشقًا.. تراه رقيقًا وديعًا، محبًّا للانعزال، والإصغاء للذَّات والعمل على تحقيق الكتب.. ولم يكن اهتمامُه فقط في الكتب التراثية وإغناء المكتبة العربية، بل كتب أيضًا أبحاثًا نقدية متنوِّعة في الأدب الحديث، عن الشعراء: بدوي الجبل، عمر أبو ريشة، صلاح عبد الصبور، وغيرهم.. حتى الأدب الشعبي؛ فقد كتب عن الأمثال والمعتقَدات الشعبية، وفنون الأدب الشعبي. وفي الأدب الغربي، كتبَ عن أرنست همنغواي، وتينسي وليمز. ومحمَّد كمال كان من أوائل ضيوف الخميس الأدبي [في صالونها الأدبي]، يعطي آراءه بصوت خفيض لكنَّه عميق ومؤثِّر، ومسربلٌ بفلسفته التي امتلأ بها قراءةً وثقافة. وقد كَبِرَ وابيضَّ شعره، لكنَّه مازال شابًّا في انفعاله وطيبة قلبه، ورُوحه المَرحة.. ومازال يمدُّ المكتبة بكتبه الفريدة».[8]
- ووصفه الباحث والممثل المسرحي محمد هلال دملخي بقوله: «الأستاذ محمد كمال ظلٌّ هادئ خفيف، وقامة حسَنةُ الامتداد مُفرغة في قالب حُسن، ونظرات صافية مِلؤها نُبل وجلال، عنوان اللطف والكِياسة.. بعيد الرؤية، مُرهَف الشعور، مَليء بالحَياء والخجل والتواضُع، يرتدي البساطة، ويتغذَّى اللطف، ويتحلَّى بالنباهة والذكاء. رقيقٌ في حديثه، ساكن في نظَراته، جليٌّ في عباراته، رَهيفُ الإحساس، حسن الدِّيباجة، بيِّن الطَّويَّة. عالم جليل، وأستاذ الأساتذة، وباحث في طليعة الباحثين، ومحقِّق من أمهر المحقِّقين وأكثرهم شهرةً وحصافة ونبلًا. وصفوة القول: إن النابغة الأستاذ محمد كمال أديب ألمعي، من صفوة الأدباء والبحَّاث والشعراء والمحقِّقين؛ علمًا وأدبًا، ورؤيةً وتدبيرًا».[9]
- ووصفته الأديبة جُمانة طه بقولها: «محمد كمال شخصية ثقافية ومعرفية مهمَّة في حلب والوطن كله، ماثلة بيننا بصفائها ونُبلها وعطائها ومعارفها، ومع ذلك يحاول صاحبُها أن يتوارى عن المديح من فيض تواضُعه وزهده في الظهور. الأستاذ الكبير محمد كمال إنسان أولًا، والباقي تتمَّات».
- ووصفته باقتضاب الأديبة الدكتوره بغداد عبد المنعم قائلة: «محمد كمال هو النبيلُ الذي لم يتسلَّق أبدًا، ولم يُنافق أبدًا، والحقيقي والنادر. ودون جَعجَعة يحصُد لنا مواسمَه التي لن تنتهي».

## جوائزه وتكريمه
- كُرِّم عام 1990م ضمن العشرة المبدعين في حلب، فنظم قصيدته (الشهباء الفاتنة) وألقاها في حفل التكريم.
- حصل عام 2000م على لقب أفضل شاعر في حلب، في استفتاء أجراه الأستاذ المؤرِّخ الكاتب عامر رشيد مبيِّض.
- فاز عام 2017م بجائزة الأسدي للتراث اللامادِّي، عن تأليفه (جذور الكلام العامِّي)، وعن تحقيقه (موسوعة حلب المقارنة).[10]

## حياته الشخصية
والدته من أسره الأُبَري الحلبية. وزوجته من أسرة خالدي الدمشقية، وهي المربية الأستاذة أمل خالدي من مواليد دمشق سنة 1941م، مختصَّة بمادة الجغرافيا، تزوجها سنة 1965م بتزكية من الشيخ مصطفى الزَّرقا. وقد عملت في حقل التدريس الثانوي في حلب، ثم انتُدبت إلى جامعة حلب لتدريس طلَّاب دبلوم التأهيل التربوي، وتولت منصبَ رئيس فرع حلب للجمعية الجغرافية. وأحبَّ محمد كمال دمشق وقرَّر الاستقرار بها، فنقل نفوسه إليها (دمشق- حي المهاجرين) عام 1965م، ثم لم يتسنَّ له ذلك، فصار يقضي فيها 3 أشهر كل عام.

## من شعره
ابتدأ محمد كمال عطاءه الشعري في ريعان الشباب، في مطلع الستينيات الميلادية. ويمتاز شعره بتوهُّج العاطفة، وبالرقة ورهافة الحسِّ، مع ميل إلى التشاؤم والعُزلة والحزن. وتجلَّت مقدرته الشعرية في التقاطه الحدَث العابر، والنظرة الخاطفة لمشهدٍ ما، ليصوغَها في قصيدة لا تخلو من الإثارة والبراعة الفنية. وتتبدَّى في كثير من أشعاره إشراقاتٌ روحانية ذات نزعة فلسفية صوفية. وأفسح للمرأة مِساحةً كبيرة في شعره، فهي حافزُ الإبداع والإلهام، وكثيرًا ما تُطلُّ بوجهها الوُضَّاء، ونفسها الشفيفة، وحضورها المبهج، ورموزها الغائمة.
ونكتفي بتقديم نماذجَ من شعره:
يقول في قصيدته (مضى عنِّي الدليل):
ويقول في قصيدته (الغريب):
ويقول في قصيدته (انتظار):
وهو صاحب القصيدة المشهورة (الشهباء الفاتنة) التي أدَّاها غناء (أوبراليًّا) التينور غابريال عبد النور في آخر عام 2011م. ومطلعها:

## الملاحظات
1. ↑  عُرف الأستاذ واشتَهَر باسم محمد كمال، وقد يُظنُّ أنه اسم مركَّب، وليس كذلك، فاسم الأستاذ هو (محمد) واسم أسرته هو (كمال).
2. ↑  "اليواقيت والضَّرَب" ليس لصاحب حماة، وإنما لفَّقَه أحدُ الناسخين من كتابين في تاريخ حلب، ثم روَّج الكتابَ بنسبته إلى أبي الفداء، وقد بيَّن ذلك كلَّه المحقِّقُ في مقدِّمته.
3. ↑   سمَّى المؤلفُ عماد الدين إدريس كلَّ جزء من كتابه سُبُعًا، فهو في سبعة أسباع، حقَّق الأجزاء الثلاثة الأولى أحمد شليلات، والرابع مأمون الصاغرجي، والخامس يوسف سفر فطوم، والسادس محمود فاخوري ومحمد كمال، والسابع أيمن فؤاد سيِّد. وراجع الأجزاء جميعًا إلا السادس منها مأمون الصاغرجي.

### الإحالات
1. ↑  مجموعة من الأدباء والنقاد (عبد الرزاق شحرور) (1999). أدباء من حلب في النصف الثاني من القرن العشرين (شاعر الظلمة الخجول محمد كمال) (ط. 1). حلب: دار الرضوان. ص. 75.
2. ↑  عامر رشيد مبيِّض (2004). مئة أوائل من حلب (1901- 2001م) (ط. 1). حلب: دار القلم العربي ودار الرفاعي. ج. 3. ص. 1310.
3. ↑  محمد كمال (2015). جذور الكلام العامي (السيرة الذاتية للمؤلف) (ط. 1). بيروت: دار المقتبس. ص. 415.
4. ↑  محمد كمال (2015). جذور الكلام العامي (السيرة الذاتية للمؤلف) (ط. 1). بيروت: دار المقتبس. ص. 416.
5. ↑  أيمن أحمد ذو الغنى (16 فبراير 2016). "صدر حديثًا للعالم الأديب المحقق شاعر حلب محمد كمال (جذور الكلام العامي)". فيسبوك. مؤرشف من الأصل في 2024-02-02.
6. ↑  محمد كمال (يناير 2024م/ جُمادى الآخرة 1445هـ). "جدل التراث بين العامية والفصحى". المجلة العربية. الرياض ع. 568: 52–57. مؤرشف من الأصل في 2024-02-02. {{استشهاد بدورية محكمة}}: تحقق من التاريخ في: |تاريخ= (مساعدة)
7. ↑  محمد كمال (21 يناير 2024). "جدل التراث بين العامية والفصحى". شبكة الألوكة. مؤرشف من الأصل في 2024-02-02.
8. ↑  ضياء قصبجي (2011). أدباء في حياتي (حريق الفصول) (ط. 1). حِمص: دار الإرشاد. ص. 148–160.
9. ↑  محمد هلال دملخي (4 يونيو 2021). "محمد كمال... ظل هادئ خفيف". فيسبوك. مؤرشف من الأصل في 2024-02-02.
10. ↑  سها شعبان (20 أبريل 2018). "الأستاذ محمد كمال ثمانية عقود من العطاء". يوتيوب. مؤرشف من الأصل في 2024-09-10.
11. ↑  Mahmoud Aghiorly (13 أبريل 2015). "مقتطفات من ديوان حريق الفصول للشاعر محمد كمال". goodreads. مؤرشف من الأصل في 2024-02-02.